# 米歇尔·巴特勒-埃米特
米歇尔·巴特勒-埃米特（Michelle Butler-Emmett，1983年3月4日—），南非女子羽毛球運動員。

## 簡歷
2013年8月，米歇尔·巴特勒-埃米特代表南非出戰在毛里裘斯羅斯希爾舉行的非洲羽毛球錦標賽，贏得團體和混雙冠軍，以及女單、女雙季軍，

## 主要比賽成績
只列出曾進入準決賽的國際賽事成績：
| 年份   | 賽事                                     | 公開賽級別 | 項目     | 搭檔             | 成績   |
| ------ | ---------------------------------------- | ---------- | -------- | ---------------- | ------ |
| 2011年 | 全非運動會羽毛球比賽                     | 其他       | 混合團體 | －               | 銀牌   |
| 2012年 | 非洲羽毛球錦標賽                         | 其他       | 女子雙打 | 斯特西·杜贝尔    | 季軍   |
| 2013年 | 非洲羽毛球錦標賽                         | 其他       | 混合團體 | －               | 冠軍   |
| 2013年 | 非洲羽毛球錦標賽                         | 其他       | 女子單打 | －               | 季軍   |
| 2013年 | 非洲羽毛球錦標賽                         | 其他       | 女子雙打 | 珍妮弗·弗莱      | 季軍   |
| 2013年 | 非洲羽毛球錦標賽                         | 其他       | 混合雙打 | 威廉·维尔容      | 冠軍   |
| 2013年 | 毛里裘斯羽毛球國際賽                     | 未來系列賽 | 女子雙打 | 珍妮弗·弗莱      | 準決賽 |
| 2013年 | 毛里裘斯羽毛球國際賽                     | 未來系列賽 | 混合雙打 | 威廉·维尔容      | 冠軍   |
| 2013年 | 南非羽毛球國際賽                         | 未來系列賽 | 女子雙打 | 桑德拉·勒格兰其  | 亞軍   |
| 2014年 | 非洲羽毛球錦標賽                         | 其他       | 混合團體 | －               | 冠軍   |
| 2014年 | 非洲羽毛球錦標賽                         | 其他       | 混合雙打 | 威廉·维尔容      | 冠軍   |
| 2014年 | 南非羽毛球國際賽                         | 國際系列賽 | 混合雙打 | 卡梅伦·科策      | 冠軍   |
| 2014年 | 博茨瓦納羽毛球國際賽                     | 國際系列賽 | 女子雙打 | 安娜里·维尔容    | 準決賽 |
| 2014年 | 博茨瓦納羽毛球國際賽                     | 國際系列賽 | 混合雙打 | 卡梅伦·科策      | 準決賽 |
| 2015年 | 全非運動會羽毛球比賽 暨 非洲羽毛球錦標賽 | 其他       | 混合團體 | －               | 亞軍   |
| 2015年 | 全非運動會羽毛球比賽 暨 非洲羽毛球錦標賽 | 其他       | 混合雙打 | 威廉·维尔容      | 亞軍   |
| 2016年 | 南非羽毛球國際賽                         | 國際系列賽 | 女子雙打 | 珍妮弗·弗莱      | 冠軍   |
| 2017年 | 非洲羽毛球錦標賽                         | 其他       | 混合團體 | －               | 亞軍   |
| 2017年 | 非洲羽毛球錦標賽                         | 其他       | 女子雙打 | 珍妮弗·弗莱      | 冠軍   |
| 2017年 | 博茨瓦納羽毛球國際賽                     | 國際系列賽 | 女子雙打 | 珍妮弗·弗莱      | 冠軍   |
| 2017年 | 南非羽毛球國際賽                         | 國際系列賽 | 女子單打 | －               | 準決賽 |
| 2017年 | 南非羽毛球國際賽                         | 國際系列賽 | 女子雙打 | 珍妮弗·弗莱      | 冠軍   |
| 2018年 | 博茨瓦納羽毛球國際賽                     | 未來系列賽 | 女子單打 | －               | 準決賽 |
| 2018年 | 博茨瓦納羽毛球國際賽                     | 未來系列賽 | 女子雙打 | 珍妮弗·弗莱      | 冠軍   |
| 2018年 | 博茨瓦納羽毛球國際賽                     | 未來系列賽 | 混合雙打 | Jason Mann       | 準決賽 |
| 2018年 | 南非羽毛球國際賽                         | 未來系列賽 | 女子雙打 | 珍妮弗·弗莱      | 亞軍   |
| 2019年 | 波札那羽毛球國際賽                       | 未來系列賽 | 女子雙打 | 凱里-李爾·哈林頓 | 亞軍   |
| 2019年 | 波札那羽毛球國際賽                       | 未來系列賽 | 混合雙打 | 卡梅倫·科策      | 準決賽 |
| 2019年 | 南非羽毛球國際賽                         | 未來系列賽 | 女子雙打 | 凯里-李尔·哈林顿 | 準決賽 |
| 2020年 | 全非羽毛球錦標賽                         | 其他       | 女子雙打 | 艾米·阿克曼      | 季軍   |

| 2007-2017年 | 首要超級賽 | 超級賽 | 黃金大獎賽 | 大獎賽 | 國際挑戰賽 | 國際系列賽 | 未來系列賽 | 其他 |

| 2018-2026年 | 總決賽 | 超級1000賽 | 超級750賽 | 超級500賽 | 超級300賽 | 超級100賽 | 國際挑戰賽 | 國際系列賽 | 未來系列賽 | 其他 |